# دیوید پترسون (سیاستمدار)
 دیوید پترسون (انگلیسی: David Paterson؛ زاده ۲۰ مهٔ ۱۹۵۴) یک سیاست‌مدار اهل ایالات متحده آمریکا است.